# ۱۱۵ (میلادی)
۱۱۵ (میلادی) صد  و پانزدهمین سال تقویم میلادی است.

## درگذشتگان
‎